# Toshikazu Kawaguchi
Toshikazu Kawaguchi (川口 俊和?, Kawaguchi Toshikazu; Osaka, 3 aprile 1971) è uno scrittore giapponese.

## Biografia
Toshikazu Kawaguchi è nato a Osaka, in Giappone, nel 1971. Dopo aver lavorato per anni come sceneggiatore e regista, ha avviato la sua carriera di romanziere. Il suo primo romanzo, Finché il caffè è caldo, ha vinto il Suginami Drama Festival. Il suo romanzo di debutto ha venduto in Giappone oltre un milione di copie. Il suo stile è stato paragonato dalla critica a quello di Haruki Murakami e di Banana Yoshimoto.

## Romanzi
I romanzi di Kawaguchi sono venduti come volumi di una saga, Finché il caffè è caldo, poiché accomunati dalla stessa ambientazione e da alcuni personaggi ricorrenti, sebbene vi siano anche dei salti temporali tra ogni romanzo.
- コーヒーが冷めないうちに (letteralmente Prima che il caffè si raffreddi), pubblicato il 6 dicembre 2015.
  - Il romanzo è pubblicato in Italia da Garzanti nel 2020 con il titolo Finché il caffè è caldo.
- この嘘がばれないうちに (letteralmente Prima che questa bugia venga rivelata), pubblicato il 20 marzo 2017.
  - Il romanzo è pubblicato in Italia da Garzanti nel 2021 con il titolo Basta un caffè per essere felici.
- 思い出が消えないうちに (letteralmente Prima che i ricordi scompaiano), pubblicato il 25 settembre 2018.
  - Il romanzo è pubblicato in Italia da Garzanti il 4 gennaio 2022 con il titolo Il primo caffè della giornata.[5]
- さよならも言えないうちに (letteralmente Prima che io possa dire addio), pubblicato il 14 settembre 2021.
  - Il romanzo è pubblicato in Italia da Garzanti il 28 febbraio 2023 con il titolo Ci vediamo per un caffè.[6]
- やさしさを忘れぬうちに (letteralmente Prima di dimenticare la gentilezza), pubblicato il 13 marzo 2023.
  - Il romanzo è pubblicato in Italia da Garzanti il 9 gennaio 2024 con il titolo Quando il caffè è pronto.[7]
- 愛しさに気づかぬうちに (letteralmente Prima che mi rendessi conto di amarti), pubblicato il 25 settembre 2024.
  - Il romanzo è pubblicato in Italia da Garzanti il 10 giugno 2025 con il titolo La bottega del tempo ritrovato.